# Ingeniería de lo Imposible

## Ingeniería de lo Imposible
Ingeniería de lo Imposible (2002) fue un piloto producido por Powderhouse Productions para Discovery Channel y The Science Channel que discutió los proyectos de ingeniería más increíbles en el mundo. Dirigido por Peter Frumkin y Olympia Stone, cuenta con 9 temporadas, de las cuales existen 77 episodios, cada uno de 45 minutos. Desde la temporada 4 es presentado por el conductor de televisión norteamericano Danny Forster

Allí se analizan, explican, ilustran y cuestionan las más grandes edificaciones del mundo. El programa tiene como fin, estudiar la estructura y creación no solo de obras ya hechas o en fabricación, sino de las que se planean y podrían pensarse para el futuro. Las técnicas usadas en estos proyectos permiten pensarlos como retos y desafíos para la ingeniería de la construcción, por lo que su nombre "Ingeniería de lo Imposible" es apropiado para el contenido del programa, siendo protagonistas las edificaciones y estructuras jamás pensadas en la realidad.

Este programa ganó el Premio de Plata del Festival Internacional de Cine de Ciencia de Beijing, y se ganó la tercera más alta calificación de lunes por la noche del Discovery para el año 2002. Tras el éxito de este programa, Discovery comisionó la primera temporada de "Extreme Engineering". Al igual que "Ingeniería de lo Imposible", la primera temporada de "Extreme Engineering" se centró en proyectos extremos del futuro. Temporada 2 (y todas las temporadas desde entonces) presentaron proyectos que ya están en construcción en todo el mundo.

Uno de los temas principales o focos de varios de sus episodios, tienen que ver con el crecimiento de la población a nivel mundial y todos los retos que significa la habitabilidad del hombre en la tierra, donde se deben plantear soluciones que aporten a la forma de vivir humana, al orden de las sociedades y a la conexión entre todos los lugares del mundo.